# Чемпіонат України з регбі 2019
Чемпіонат України 2019 року з регбі-15.

## Суперліга
Чемпіонат України 2019 року з регбі-15 серед чоловіків розіграли 6 команд Суперліги, які провели турнір у два кола від 6 квітня до 26 жовтня.

### Учасники
Команди: «Олімп» (Харків), «Кредо-63» (Одеса), «Поділля» (Хмельницький), «Антарес» (Київ), 
«Сокіл» (Львів), «Політехнік» (Київ).

### Турнірна таблиця
| Місце | Команда                  | 1           | 2           | 3            | 4            | 5             | 6             | В  | Н | П | Р:О     | Б  | О  |
| ----- | ------------------------ | ----------- | ----------- | ------------ | ------------ | ------------- | ------------- | -- | - | - | ------- | -- | -- |
| 1     | «Олімп» (Харків)         |             | 57:17* 21:3 | 64:6* 52:3*  | 69:0* 118:0* | 135:0* 112:0* | 84:0* 89:0*   | 10 | 0 | 0 | 801:29  | +9 | 49 |
| 2     | «Кредо-63» (Одеса)       | 17:57 3:21  |             | 27:17 39:6*  | 50:5* 35:24* | 55:13* 68:17* | 45:5* 76:3*   | 8  | 0 | 2 | 415:168 | +7 | 39 |
| 3     | «Поділля» (Хмельницький) | 6:64 3:52   | 17:27 6:39  |              | 24:11 23:21  | 39:15* 28:3*  | 55:13* 55:3*  | 6  | 0 | 4 | 256:248 | +4 | 28 |
| 4     | «Сокіл» (Львів)          | 0:69 0:118  | 5:50 24:35  | 11:24 21:23* |              | 20:13 5:16    | 35:0* 41:0*   | 3  | 0 | 7 | 162:358 | +3 | 15 |
| 5     | «Антарес» (Київ)         | 0:135 0:112 | 13:55 17:68 | 15:39 3:28   | 13:20* 16:5  |               | 32:10* 17:20* | 2  | 0 | 8 | 126:492 | +3 | 11 |
| 6     | «Політехнік» (Київ)      | 0:84 0:89   | 5:45 3:76   | 13:55 3:55   | 0:35 0:41    | 10:32 20:17   |               | 1  | 0 | 9 | 64:529  | -  | 4  |

Турнірні очки нараховуються: за перемогу — 4 очки, за нічию — 2 очки, за поразку — 0 очок.
(*) Команда, яка зробила за гру на 3 спроби більше, ніж суперник, додатково отримує 1 бонусне турнірне очко.
(*) Команда, яка програла з різницею в 7 або менше ігрових очок, додатково отримує 1 бонусне турнірне очко.

## Вища ліга
Чемпіонат України 2019 року з регбі-15 серед чоловічих команд Вищої ліги розіграли 5 команд, які провели турнір у два кола.
Команди: «Кривий Ріг Регбі» (Кривий Ріг), «ТЕХ-А-С» (Харків), «Дніпро» (Дніпро), «Ребелс» (Київ), «Політехнік» (Одеса).
| М | Команда                         | В | Н | П | Р:О     | Б  | Очки |
| - | ------------------------------- | - | - | - | ------- | -- | ---- |
| 1 | «Політехнік» (Одеса)            | 8 | 0 | 0 | 409:64  | +8 | 40   |
| 2 | «Ребелс» (Київ)                 | 6 | 0 | 2 | 358:156 | +5 | 29   |
| 3 | «Дніпро» (Дніпро)               | 4 | 0 | 4 | 246:207 | +5 | 21   |
| 4 | «Кривий Ріг Регбі» (Кривий Ріг) | 1 | 0 | 7 | 116:351 | +2 | 6    |
| 5 | «Тех-А-С» (Харків)              | 1 | 0 | 7 | 110:461 | -  | 4    |